# Klavdia
Klavdia, właśc. Klawdia Papadopulu (gr. Κλαυδία Παπαδοπούλου; ur. 18 sierpnia 2002 w Aspropirgos) – grecka piosenkarka. Reprezentantka Grecji w 69. Konkursie Piosenki Eurowizji (2025).

## Kariera
W 2017 w wieku 15 lat zyskała szerszą rozpoznawalność biorąc udział w greckiej odsłonie programu Got Talent. W 2018 wzięła udział w piątym sezonie greckiego The Voice.  W 2022 zgłosiła się do wewnętrznych preselekcji Grecji do Konkursu Piosenki Eurowizji 2023 z piosenką „Holy Water”, ale ostatecznie nie została wybrana.
W 2024 wydała swój debiutancki minialbum zatytułowany Klavdia. 10 stycznia 2025 z piosenką „Asteromata” znalazła się na liście uczestników preselekcji Etnikos Telikos 2025, wyłaniających reprezentanta Grecji w 69. Konkursu Piosenki Eurowizji. 30 stycznia zwyciężyła finał eliminacji, otrzymując tym samym prawo do reprezentowania Grecji w Konkursie Piosenki Eurowizji 2025 w Bazylei. 15 maja wystąpiła w drugim półfinale i awansowała do finału.

## Dyskografia

### Albumy
| Rok  | Dane dot. albumu                                                                                                 |
| ---- | --- |
| 2025 | Asteromata - Wydany: 19 maja 2025 - Wytwórnia: Arcade Music, Panik Records - Format: Digital download, streaming |

### Minialbumy
| Rok  | Dane dot. minialbumu                                                                              |
| ---- | ------------------------------------------------------------------------------------------------- |
| 2024 | Klavdia - Wydany: 16 lutego 2024 - Wytwórnia: Panik Records - Format: Digital download, streaming |

### Single
| Rok                                                      | Tytuł                               | Najwyższe pozycje na listach | Najwyższe pozycje na listach | Najwyższe pozycje na listach | Najwyższe pozycje na listach | Najwyższe pozycje na listach | Certyfikat                | Album      |
| Rok                                                      | Tytuł                               | GRE                          | LTU                          | SWE Heat.                    | UK Down.                     | UK Sales                     | Certyfikat                | Album      |
| -------------------------------------------------------- | ----------------------------------- | ---------------------------- | ---------------------------- | ---------------------------- | ---------------------------- | ---------------------------- | ------------------------- | ---------- |
| 2022                                                     | „Lonely Heart”                      | –                            | –                            | –                            | –                            | –                            |                           | Asteromata |
| 2022                                                     | „Edo gyrnao”                        | –                            | –                            | –                            | –                            | –                            |                           | –          |
| 2023                                                     | „Haramata”                          | 37                           | –                            | –                            | –                            | –                            | - GRE: 3x platynowa płyta | Klavdia    |
| 2023                                                     | „Holy Water”                        | –                            | –                            | –                            | –                            | –                            |                           | –          |
| 2024                                                     | „Wasanizome”                        | –                            | –                            | –                            | –                            | –                            |                           | Klavdia    |
| 2024                                                     | „Movin' Too Fast” (z Playmen)       | –                            | –                            | –                            | –                            | –                            |                           | –          |
| 2024                                                     | „Nichta mu mejali” (z Arcade i Oge) | 46                           | –                            | –                            | –                            | –                            | - GRE: złota płyta        | Asteromata |
| 2025                                                     | „Asteromata”                        | 3                            | 52                           | 12                           | 91                           | 96                           | - GRE: 2x platynowa płyta | Asteromata |
| „–” oznacza, że singel nie był notowany na danej liście. |                                     |                              |                              |                              |                              |                              |                           |            |